# Румынская Википедия
Румы́нская Википе́дия (рум. Wikipedia română), румыноязычная Википедия (рум. Wikipedia în limba română) — раздел Википедии на румынском языке. Начала работать 12 июля 2003 года. По состоянию на 26 октября 2024 года это 31-й языковой раздел Википедии по количеству статей.

## История
Первые статьи в румынской Википедии появились в июле 2003 года, а первая версия главной страницы — 12 июля. Интерфейс пользователя, который первоначально был на английском языке, начал переводить на румынский Богдан Стэнческу (зарегистрированным как Gutza), как только он получил права администратора.
Раздел сразу же стал активно развиваться: 26 октября 2003 года была создана 1000-я статья, 5 декабря — 2000-я, а 20 декабря — 2500-я, а 31 декабря — 3000-я. Таким образом, раздел являлся шестнадцатым по числу статей среди других.
Богдан Стэнческу также установил контакты с рядом румынских университетов, которые имели доступ в интернет, а также с Румынской академией, в целях привлечения новых участников. Его усилия в итоге были замечены румынскими СМИ.
10 000-я статья была написана 13 декабря 2004 года, а 50 000-я — 5 января 2007 года.
В апреле 2004 года участники румынской Википедии поддержали создание раздела на арумынском языке.
В декабре 2004 года пользователи румынской Википедии начали работу над созданием локального отделения Фонда Викимедиа — Asociația Wikimedia România.
- 11 января 2008 года — 100 000 статей. Dawlish[англ.]
- 21 мая 2009 — 125 000 статей. Горн
- 13 сентября 2010 — 150 000 статей.
- 5 августа 2012 года — 200 000 статей. Битва на Ворскле
- 25 июля 2014 года — 250 000 статей. Белянки
- 13 апреля 2015 года — 300 000 статей. NGC 2867
- 2 сентября 2015 — 350 000 статей.
- 11 марта 2017 — 375 000 статей.
- 14 августа 2019 года — 400 000 статей. Эмиль Кошеру[рум.]

## Статистика

### Рост числа статей в румынской Википедии[8][9]
По состоянию на 16 июля 2025 года в румынском разделе Википедии содержится 515 294 статьи. По этому показателю раздел занимает 28 позицию среди остальных разделов. В разделе зарегистрировано 702 702 участника, из них 2085 совершили какое-либо действие за последние 30 дней, а 16 участников имеют статус администратора. Общее число правок составляет 17 029 079.

## Молдавская версия Википедии
Во время существования раздела возник вопрос, касающийся создания отдельной молдавской Википедии (см. молдавский язык). Молдавская версия Википедии создавалась автоматически[уточнить] вместе с другими разделами, поскольку языку был присвоен отдельный код ISO 639 (mo/mol), признанный ISO в ноябре 2008 года устаревшим. Вначале молдавский раздел служил в качестве портала-перенаправления на румынский раздел, но в конечном итоге стал пополняться своими статьями на кириллице. В декабре 2006 молдавский раздел был «заморожен» из-за малой активности. На тот момент в нём была написана 401 статья. По количеству статей на 1 июня 2014 года он занимал 251 место из 287.
23 ноября 2017 года после долгого обсуждения на Metawiki было решено полностью удалить молдавский раздел с перенаправлением на румынский раздел.